# Attack-Klasse
Als Attack-Klasse wird eine ehemals geplante U-Boot-Klasse der Royal Australian Navy bezeichnet. Das erste von 12 Booten sollte Anfang der 2030er Jahre in Dienst gestellt werden. Ein Großteil des Auftragsvolumens sollte durch die ASC Pty Ltd in Adelaide, South Australia abgearbeitet werden.

## Geschichte
Das Beschaffungsvorhaben „Sea 1000“ ist das teuerste Rüstungsbeschaffungsvorhaben Australiens. Erste Budgets wurden im Mai 2012 freigegeben. In den ersten Jahren ging es um die Definition der technischen Anforderungen, die zu einer Ausschreibung führte, an der sich vier Hersteller/Nationen beteiligten. Neben der siegreichen französischen Naval Group (seinerzeit DCNS) bewarben sich auch Schweden und Japan, letztere mit U-Booten der Sōryū-Klasse, der vierte Wettbewerber war  Deutschland mit der U-Boot-Klasse 214. Am 26. Mai 2016 wurde die Auswahl der auch Shortfin Barracuda genannten französischen U-Boote durch den australischen Premierminister Malcolm Turnbull bekanntgegeben. Die deutsche wehrtechnische Industrie war zumindest als Unterauftragnehmer an Bord, da die bremische Atlas Elektronik 2021 den Entwicklungsauftrag für die Bugsonar-Basis erhielt.  Die Australier bestanden auf dem Verzicht eines atomaren Antriebes.
Der Auftrag für die erste Entwicklungsphase wurde am 5. März 2019 unterzeichnet.
Im September 2021 wurde bekannt, dass Großbritannien und die USA Australien den Zugang zu Nukleartechnologie gewähren wollen, um einer angeblichen chinesischen Bedrohung entgegenzuwirken. Dazu soll die australische Marine nun doch mit Atom-U-Booten anstelle nicht-nuklear angetriebener Boote ausgestattet werden. Australien kündigte daraufhin den 56-Milliarden-Euro-Vertrag mit Frankreich, worauf die französische Regierung unter Präsident Emmanuel Macron erbost kurzfristig ihre Botschafter aus den Vereinigten Staaten und Australien nach Frankreich zurückrief. Der französische Außenminister Jean-Yves Le Drian nannte das Verhalten der beiden Staaten einen "Stich in den Rücken".

## Technik
Die Boote wären eine konventionell angetriebene Variante der französischen Suffren-Klasse, die sogenannte Shortfin-Barracuda-Klasse der Naval Group, gewesen.